# Pelvicachromis
Pelvicachromis é um género de peixes ciclídeos típicos de África. O grupo inclui muitas espécies populares em aquariofilia.

## Espécies
- Pelvicachromis drachenfelsi Lamboj, Bartel & dell’Ampio, 2014
- Pelvicachromis humilis Boulenger, 1916
- Pelvicachromis kribensis Boulenger, 1911
- Pelvicachromis pulcher Boulenger, 1901
- Pelvicachromis roloffi Thys van den Audenaerde, 1968
- Pelvicachromis rubrolabiatus Lamboj, 2004
- Pelvicachromis sacrimontis Paulo, 1977 (Muitas vezes rotulado incorretamente como P. pulcher)
- Pelvicachromis signatus Lamboj, 2004
- Pelvicachromis silviae Lamboj, 2013